# Заречное (Винницкая область)
Заре́чное (укр. Зарі́чне) — село на Украине, находится в Тульчинском районе Винницкой области.
Код КОАТУУ — 0524381701. Население по переписи 2001 года составляет 1372 человека. Почтовый индекс — 23624. Телефонный код — 4335.
Занимает площадь 5,41 км².

## Адрес местного совета
23624, Винницкая область, Тульчинский р-н, с. Заречное, ул. Калинина, 7

## Известные уроженцы
- Бондарчук, Филипп Яковлевич — Герой Советского Союза.